# Thatta
Thatta o Thatto (Urdu: ٹھٹہ, Sindhi:ٺٽو) è una città storica di 220 000 abitanti situata nella provincia Sindh del Pakistan, nei pressi del lago Keenjhar, il più grande specchio d'acqua dolce dello stato. I principali monumenti di Thatta sono stati elencati tra i Patrimoni dell'umanità, dell'UNESCO. Grazie alla vicinanza con il grande porto di Karachi l'antica e pittoresca città è meta di turisti.

## Storia
Thatta potrebbe essere il sito dell'antica Pattala, il principale porto sull'Indo ai tempi di Alessandro Magno, anche se il sito di Pattala è stato oggetto di molti dibattiti.
Muhammad bin Qasim conquistò la regione nel 711 dopo aver sconfitto il raja locale in una battaglia a nord di Thatta. 
La città, che in passato comandava il delta dell'Indo, fu capitale del basso Sindh dal quattordicesimo secolo. Nel periodo in cui comandarono i Soomro fu capitale del Sindh per 95 anni. A partire dal 1592 venne governata per conto dell'impero dei Gran Mogol di Delhi. Dopo la cessione nel 1739 della provincia allo Shah Nader della Persia, Thatta venne abbandonata.

## Attrazioni
Tra i monumenti di Thatta si trova la moschea di Jama (nota anche come Moschea Shahjehani e Moschea Badshahi), costruita dallo Shah Jahan nel 1647-49 ed ornata con vetrate a mosaico. Questo edificio è composto da 101 cupole ed è stata progettata in modo che la voce dell'imam potesse raggiungere ogni angolo dell'edificio senza l'uso di megafoni o di altre tecnologie.
Vi si trovano anche le tombe di Jam Nizamuddin, le Sette Sorelle Soomro Satihoo (che regnarono nel 1461-1509), molti regnanti Tarkhan ed ufficiali del Mogol. Una grande necropoli con migliaia di tombe si trova nella vicina Makli Hill.

### La Moschea Shah Janan
La Moschea Shah Jahan è la moschea del venerdì. Si trova in una nuova area urbana a circa 1 km a est del centro. Lontano dalla sua città natale, Lahore, e dalla sua sede di governo, Delhi, Shah Jahan fece costruire a Thatta una delle più belle moschee del periodo Moghul. Secondo le iscrizioni, la costruzione iniziò nel 1644 e il complesso fu completato nel 1647, più o meno nello stesso periodo della tomba Taj Mahal di Shah Jahan, costruita per la sua moglie preferita. Le dimensioni esterne dell'edificio, che è rettangolare nell'asse più lungo ovest-est, sono di circa 305 × 170 m, compresi i giardini circostanti; l'edificio della moschea vera e propria, con un ampio cortile interno (sahn), occupa circa un quarto dell'area totale. La moschea è stata accuratamente restaurata negli anni '70 ed è in gran parte conservata nelle sue condizioni originali.
La forma costruttiva e il materiale sono atipici per l'architettura Moghul: il nucleo delle moschee e dei mausolei nelle capitali dell'India settentrionale, Lahore, Agra e Delhi, è fatto di mattoni, che però venivano ricoperti di marmo bianco e arenaria rossa in modo da non apparire visivamente in nessun punto. In questo caso, il mattone marrone sabbia è stato armoniosamente abbinato a fasce di malta bianca e a mosaici di piastrelle smaltate colorate posate in mezzo. In contrasto con lo stile monumentale della Moschea del Venerdì di Delhi, con le sue tre alte cupole, questa moschea, che segue la pianta persiana, non ha minareti, ha una sola grande cupola, ma 93 piccole cupole che strutturano sottilmente l'edificio da ogni angolo. Le cupole sono state progettate come volte nel cielo con motivi di stelle multicolori a piccola scala, mentre il passaggio alla sottostruttura ottagonale è stato formato da ponti a rete. Grazie alla buona acustica delle cupole del tetto, il responsabile della preghiera (imam) può essere ascoltato dal Mihrāb sul retro della moschea.